# 性有善有恶论
性有善有恶论是战国時期世硕提出的一种人性论观点。他認為人性原本有善也有恶，而哪一方面得到发展，则是后天教育的结果。如果培养善的方面，就会成为善人，反之则成为恶人。宓子贱、漆雕开、公孙尼子、董仲舒等人都支持這一觀點。东汉王充继承发展了世硕的理论，他认为人性有善有恶，就像人才有高有下。
西汉扬雄提出的性善恶混论与性有善有恶论相近，他认为人的本性是善恶混杂的。而扬雄的提法则对程颐、朱熹有所影响，程颐的“道心”“人心”之论和朱熹的“天命之性”和“气质之性”之说都可视作一种善恶相混论。
有觀點認為，性有善有恶论和性善论、性恶论没有不同，同样是把道德看作是天赋，是人性中固有的東西，這一主張是唯心主义的观点。